# لانتشانو
لانتشانو (بالإيطالية: Lanciano)‏ هي مدينة وبلدية في مقاطعة كييتي في إقليم أبروتسو في جنوب إيطاليا. تعداد سكانها 36,570 نسمة حسب عام 2008. تعرف المدينة بأنها مكان أول معجزة كاثوليكية أفخارستية مزعومة مسجلة.

## السكان
في سنة 1861 بلغ عدد السكان 18٬295 نسمة، وتطور العدد ليصل في سنة 2011 لـ 35٬921 نسمة.
يظهر هذا المخطط البياني تطور النمو السكاني لـ لانتشانو

## توأمة
للانتشانو اتفاقيات توأمة مع كل من:
- نوسكو
- بيرازاتيغي
- فاوجان
- Perho [الإنجليزية]‏
- القلعة [الإنجليزية]‏
- فيشغراد

## أعلام
- باولو نيكولاي
- أليساندرو كورونا
- مانويل تاتاسسيوري
- انطونيو اكولينتي
- فيديريكا دي كريسكو